# 李膺 (東漢)
李膺（110年—169年），字元禮。潁川襄城（今河南省襄城县）人。東漢黨錮之禍受害者。
李膺的祖父李修在汉安帝时期曾任太尉，父親李益曾任赵国的国相。李膺舉孝廉出仕，後被司徒胡廣徵辟，歷任青州刺史、漁陽、蜀郡太守，任內申明法令，恩威並舉，初任青州刺史時，青州郡守縣令畏懼他的威嚴明察，大多聽到他就任的消息後便辭官而去。其後轉任護烏桓校尉，當時鮮卑多次侵犯邊境，李膺常常頂著箭石，將其打敗驅除，使得敵人非常畏懼。因公事而被免官，回到綸氏縣居住，教授的學生常常達到千人。
李膺的訪客很多，但李膺只見「清流之士」，奸邪小人一概不見，被李膺接見的訪客都是受寵若驚，時謂「登龍門」。其中有一個訪客最特別，該訪客就是孔融。孔融拜訪李膺時說與後者有親戚之係，李膺接見後就請教孔融，孔融答曰：「從前我的祖先孔子和你家的祖先老子李耳有師資之尊（孔子曾向老子請教過關於周禮的問題），因此，我和你也是世交呀！」李膺大奇之，立刻以賓禮待孔融。時陳韙說：「小時了了，大未必佳」，孔融聽之反答：「想君小時，必也然之」陳韙登時啞口無言。
永壽二年（156年），鮮卑進攻雲中，徵度遼將軍。延熹二年（159年），為河南尹，揭發宛陵大姓羊元群之罪，反坐罪，罰左校。司隸校尉應奉知情，上疏為李膺等說情，得以免刑。任為司隸校尉，與太學生郭泰等交遊，反對宦官專擅，並致力於彈劾他所認為的奸佞之人，是太學生心目中的「天下楷模」，有人以被李膺接待過為榮，視為「登龍門」。時宦官張讓弟張朔為野王縣令，被李膺逮捕處決。張讓向桓帝訴冤，桓帝詔李膺入殿，李膺據理對答，桓帝以無罪開釋。李膺的名气既大，其好友陈蕃、杜密、王暢等人也备受知识分子崇拜。太学生视他们为正义和知识的化身，为其编了歌謠：“天下模楷李元礼(李膺)，不畏强御陈仲举(陈蕃)，天下俊秀王叔茂(王暢)。”又称李膺、杜密为“李、杜”。延熹九年（166年），張成善說風角，占卜得知將有大赦令於是要兒子殺人，後果真大赦天下，李膺心裡憤慨仍處死張成兒子，於是張成的弟子牢修控告李膺等人結黨，「共為部黨」，「誹訕朝廷，疑亂風俗」，將李膺等人關入北寺獄，株連達二百多人。後賈彪說服外戚竇武等出面援救，桓帝才將李膺赦免，但不許為官，居於陽城（今河南登封東南），史稱第一次黨錮之禍。
建寧二年（169年）竇武與太傅陈蕃谋诛宦官，任李膺为长乐少府，宦官事先迫使靈帝逮捕竇武。竇武與王甫軍激戰，兵敗自殺，宦官進一步逮捕「黨人」，李膺及杜密等百余人被捕入獄處死，迁徙、禁锢者“六七百人”，史稱第二次黨錮之禍。

## 儿子
- 李瓒，东汉东平相

## 延伸阅读
[在维基数据编辑]
 在维基文库阅读此作者作品
 《後漢書/卷67》，出自范晔《後漢書》
 《東觀漢記》